# Curtiss O-52 Owl
Curtiss O-52 "Owl" (chim cú) là một loại máy bay thám sát của Quân đoàn Không quân Lục quân Hoa Kỳ trước và trong Chiến tranh thế giới II.

## Quốc gia sử dụng
Hoa Kỳ
- Quân đoàn Không quân Lục quân Hoa Kỳ

 Liên Xô

## Tính năng kỹ chiến thuật (O-52)

Dữ liệu lấy từ American Warplanes of World War II
Đặc điểm tổng quát
- Chiều dài: 26 ft 4 in (8,03 m)
- Sải cánh: 40 ft 9 in (12,43 m)
- Chiều cao: 9 ft 3 in (2,83 m)
- Diện tích cánh: 210,4 ft² (19,55 m²)
- Trọng lượng rỗng: 4.213 lb (1.919 kg)
- Trọng lượng có tải: 5.364 lb (2.433 kg)
- Động cơ: 1 × Pratt & Whitney R-1340-51, 600 hp (447 kW)

 Hiệu suất bay 
- Vận tốc cực đại: 220 mph (191 knot, 354 km/h)
- Vận tốc hành trình: 192 mph (167 knot,309 km/h)
- Tầm bay: 700 dặm (609 hải lý, 1.127 km)
- Trần bay: 21.000 ft (6.400 m)

Trang bị vũ khí

- Súng: 2 súng máy.30-cal (7,62 mm)